# Le Chaffal
Le Chaffal là một xã thuộc tỉnh Drôme trong vùng Auvergne-Rhône-Alpes đông nam nước Pháp. Xã Le Chaffal nằm ở khu vực có độ cao trung bình 938 mét trên mực nước biển.